# Xarchiver
Xarchiver é um front-end para várias ferramentas de linha de comando para sistemas operacionais  Linux e BSD, projetado para ser independente de ambiente desktop. Este é o aplicativo padrão de arquivos compactados do Xfce e LXDE.
Ele usa o GTK+2 toolkit para prover a interface do programa; por conta disso é capaz de rodar em qualquer sistema onde haja suporte a GTK+2. Um grande número de outros aplicativos também usam este toolkit, sendo, portanto, bastante difundido entre as distribuições Linux, independente do ambiente desktop em questão.
Formatos suportados até o momento (versão 0.5.2) com a instalação dos programas apropriados: 7z, ARJ, bzip2, gzip, LHA, lzma, lzop, RAR, RPM, DEB, tar e ZIP. Xarchiver usa o protocolo "Direct Save Protocol" ( XDS ) para capacidade "arrastar e soltar". O programa age como um front-end para várias bibliotecas normalmente instaladas que lidam com formatos comprimidos . Xarchiver não pode criar arquivos de formatos que não tenham o software instalado.
Atualmente a ramificação Xfce principal do Xarchiver está sendo desenvolvida no github.